# 긴급 체포
|                                                                  |
| 형사소송법                                                       |
| 이념과 구조                                                      |
| 무죄 추정의 원칙 · 자백배제법칙 · 전문법칙                       |
| 증거보전청구권 · 형사보상청구권 · 독수독과이론                   |
| 실체적 진실주의 · 적정절차 · 신속한 재판의 원칙                  |
| 진술거부권 · 접견교통권 · 증거개시제도                           |
| 열람등사권 · 위법수집증거배제법칙                                |
| 법원                                                             |
| 제척 · 기피 · 회피 관할 · 이송 · 법관                            |
| 피고인과 변호인                                                  |
| 피고인 ·변호인 · 성명모용자 · 공동피고인 국선변호인 · 법정대리인 |
| 검사                                                             |
| 기소독점주의 · 검사 동일체의 원칙                                |
| 수사                                                             |
| 함정수사 · 불심검문 · 임의동행 · 동행요구 · 사법경찰관           |
| 구속                                                             |
| 구속영장 · 체포영장                                              |
| 증거법                                                           |
| 정황증거 · 전문증거 · 진술조서 · 진술서 · 실황조사서 · 검증조서  |
| 진술 · 증인                                                      |
| 재판                                                             |
| 공소장 · 공소장일본주의                                          |
| 고소 · 고발 · 고소불가분의 원칙 · 자수                           |
| 상소                                                             |
| 항소, 상고 & 비상상고                                            |
| 다른 7법 영역                                                    |
| 헌법 · 민법 · 형법                                               |
| 민사소송법 · 형사소송법 · 행정법                                 |
| 포털: 법 · 법철학 · 형사정책                                     |
| v • d • e • h                                                    |

긴급 체포(緊急逮捕) 또는 무영장 체포(無令狀逮捕)는 현행범 체포와 함께 장기 3년 이상의 징역(경찰관직무집행법에 의하여 조사할 때 보호장구를 사용할 수 있는 범죄)에 해당하는 중범죄 피의자에 대해 증거인멸과 도주우려가 있어 시간을 지체할 수 없는 긴급한 상황에서 검사나 사법경찰관으로 하여금 체포를 허용하는 제도이다. 피의자를 체포한 후 계속 구속할 필요가 있는 경우에 사법경찰관은 48시간 이내 검사에게 구속영장 청구를 신청하고 검사는 지체없이 '긴급체포서'를 첨부하여 관할 지방법원 판사에게 구속영장을 청구하여야 하고 사법경찰관이나 검사가 구속영장을 신청이나 청구를 하지 아니하면 석방하고 사법경찰관은 '즉시' 검사에게 보고하여야 한다.
긴급 체포하였다가 석방된 자는 중요한 증거가 발견된 경우라도 체포영장에 의하지 않고는 동일한 범죄사실로 재차 긴급체포할 수 없다. 

## 대한민국
검사 또는 사법경찰관은 제200조의3(긴급체포)에 따라 체포된 자가 소유, 소지 또는 보관하는 물건에 대하여 긴급히 압수할 필요가 있는 경우에는 체포한 때부터 '24시간' 이내에 한하여 영장 없이 압수, 수색 또는 검증을 할 수 있다.
긴급체포 건수가 2016년 1만217건(영장신청 7238건)이었지만 2017년 9122건(영장신청 6465건), 2018년 8106건(영장신청 6035건), 2020년 7월까지 4,984건(영장신청 3775건)으로 점차 감소한 경찰이 검사에 신청하여 청구된 구속영장 기각 비율은 △2016년 15.6% △2017년 17.2% △2018년 17.6%로 증가세를 나타냈으며 2020년 7월까지 집계된 기각 비율은 19.0%(4984건 중 716건)이다. 
2016년부터 2019년 7월까지 경찰이 긴급체포한 3만2429건 가운데 구속영장을 신청한 사건은 2만3513건(72.5%)이며 검찰이나 법원이 기각한 것은 4015건(17.1%)이다.
영장없이 체포, 구금할 수 있는 긴급조치 9호 위반으로 유죄가 확정된 사람의 재심 청구 사건에서 검사가 "경찰관들의 행위는 당시의 유효한 법령에 따른 것일 뿐 직권을 남용한 것이 아니므로 불법체포감금죄의 구성요건에도 해당하지 않는다"는 이유로 재항고하자 대법원은 "영장주의를 배제하는 법령 자체가 위헌이라면(대법원 2013. 4. 18.자 2011초기689 전원합의체 결정) 결국 헌법상 영장주의에 위반하여 영장 없는 체포·구금을 한 것이고, 그 수사에 기초한 공소제기에 따른 유죄의 확정판결에는 수사기관이 형법 제124조의 불법체포·감금죄를 범한 경우와 마찬가지의 중대한 하자가 있다고 보아야 한다"고 했다.(대법원2015모3243)
이렇게 영장주의에 반하는 긴급조치 9호가 위헌이라는 확정판결을 근거로 재심 대상으로 인정한 것과 달리 여순 사건은 확정판결 없이 과거사 진상규명 결과만으로 영장주의에 반하는 체포구금에 기초한 유죄 확정판결에 대해 재심을 인정하였다.

### 절차
- 긴급체포의 경우 반드시 범죄사실의 요지, 구속의 이유와 변호인을 선임할 수 있음을 말하고 변명할 기회를 주어야 할 것이고, 이와 같은 고지는 체포를 위한 실력행사에 들어가기 이전에 미리 하여야 하는 것이 원칙이나, 달아나는 피의자를 쫓아가 붙들거나 폭력으로 대항하는 피의자를 실력으로 제압하는 경우에는 붙들거나 제압하는 과정에서 하거나, 그것이 여의치 않은 경우에라도 일단 붙들거나 제압한 후에는 지체 없이 행하여야 한다.[7]
- 경찰관들이 피고인이 처와 함께 모텔에 투숙하였음을 확인한 후 도주나 자해우려를 이유로 방안으로 검거하러 들어가서 피고인의 이름을 부른 다음, 그 지명수배사실 및 범죄사실을 말하고 신분증 제시를 요구하였는데, 피고인이 자신이 동생인 갑이라고 주장하면서 갑 명의의 운전면허증을 제시하는 경우라면, 경찰관들이 미란다 원칙의 고지사항을 전부 고지하지 않은 채로 신원확인절차에 나아갔다고 해서, 그 행위가 부적법하다고 볼 수 없다.[8]
- "형사소송법 제200조의4 제3항은 영장 없이는 긴급체포 후 석방된 피의자를 동일한 범죄사실에 관하여 체포하지 못한다는 규정으로, 위와 같이 석방된 피의자라도 법원으로부터 구속영장을 발부 받아 구속할 수 있음은 물론이고, 형사소송법 제208조 소정의 '구속되었다가 석방된 자'라 함은 구속영장에 의하여 구속되었다가 석방된 경우를 말하는 것이지, 긴급체포나 현행범으로 체포되었다가 사후영장발부 전에 석방된 경우는 포함되지 않는다 할 것이므로, 피고인이 수사 당시 긴급체포 되었다가 수사기관의 조치로 석방된 후 법원이 발부한 구속영장에 의하여 구속이 이루어진 경우 앞서 본 법조에 위배되는 위법한 구속이라고 볼 수 없다.".[9]
- 긴급체포의 요건을 갖추었는지 여부는 사후에 밝혀진 사정을 기초로 판단하는 것이 아니라 체포 당시의 상황을 기초로 판단하여야 하고, 이에 관한 검사나 사법경찰관 등 수사주체의 판단에는 상당한 재량의 여지가 있다고 할 것이나, 긴급체포 당시의 상황으로 보아서도 그 요건의 충족여부에 관한 검사나 사법경찰관의 판단이 경험칙에 비추어 현저히 합리성을 잃은 경우에는 그 체포는 위법한 체포라 할 것이다[10]

## 미국
미국의 형사소송법에서 경찰관은 상당한 이유(probable cause)가 있을 때 체포할 수 있도록 하여 상당히 완화된 기준을 가지고 있다.

## 같이 보기
- 체포
- 현행범
- 체포영장
- 구속
- 구속영장
- 대한민국 형사소송법 제200조의3